# Insulasaurus traanorum
Espèce
Synonymes
- Sphenomorphus traanorum Linkem, Diesmos & Brown, 2010

Insulasaurus traanorum est une espèce de sauriens de la famille des Scincidae.

## Répartition
Cette espèce est endémique de Palawan aux Philippines.

## Publication originale
- Linkem, Diesmos & Brown, 2010 : A New Species of Scincid Lizard (Genus Sphenomorphus) from Palawan Island, Philippines. Herpetologica, vol. 66, no 1, p. 67-79 (texte intégral).